# Orthotylus caprai
Orthotylus caprai is een wants uit de familie van de blindwantsen (Miridae). De soort werd het eerst wetenschappelijk beschreven door Eduard Wagner in 1955.

## Uiterlijk
De groene, tamelijk ovaal gevormde blindwants is altijd langvleugelig en kan ongeveer 3 mm lang worden. Het halsschildje en het scutellum zijn bedekt met bruine en bleke haartjes. Ook de groene pootjes hebben korte, lichte, borstelige haartjes. Zelfs de geelgroene antennes zijn bedekt met korte, zwarte borstelhaartjes. De steeksnuit (rostrum) wordt normaliter onder het lichaam gehouden en reikt dan tot het begin van de achterpootjes. Veel van de groene Nederlandse Orthotylus-soorten lijken op elkaar. Vaak kan de waardplant uitsluitsel geven over de exacte soort, soms moet naar de lengte van de steeksnuit worden gekeken.

## Leefwijze
De soort is in Nederland gevonden op planten uit de cipresfamilie (Cupressaceae) zoals Juniperus, Chamaecyparis, Cupressus en mammoetboom (Sequoiadendron giganteum) maar er zijn ook waarnemingen op grove den (Pinus sylvestris).

## Leefgebied
De soort komt oorspronkelijk uit het Middellandse Zeegebied. In Nederland is de soort zeer zeldzaam en voor het eerst waargenomen in Limburg in 2017.